# Artur Sobiech
Artur Sobiech ([ˈartur ˈsɔbjɛx]; n. 12 iunie 1990, în Ruda Śląska) este un fotbalist polonez profesionist, care în prezent joacă în Bundesliga la clubul Hannover 96.

## Cariera la club
După ce și-a petrecut patru ani la Ruch Chorzów, unde și-a început cariera la profesioniști, Sobiech a semnat un contract cu Polonia Varșovia în iulie 2010. Polonia Varșovia a plătit un milion de euro în schimbul transferului său. A fost numit descoperirea anului în Ekstraklasa.
Pe 30 iunie 2011, Sobiech s-a transferat în Bundesliga la Hannover 96, semnând un contract până în iunie 2014. În luna mai a anului 2013, clubul a anunțat că i-a prelungit contractul până la 30 iunie 2017.

## Carieră la națională
După ce a jucat pentru Polonia U-21, Sobiech a primit prima sa convocare la echipa națională de fotbal a Poloniei în luna mai 2010. A debutat pe 29 mai, împotriva Finlandei, înlocuindu-l Ireneusz Jeleń în minutul 89. Meciul s-a încheiat cu scorul de 0-0. El a marcat primul său gol pe 22 mai 2012, într-un amical câștigat cu scorul de 1-0 în fața Letoniei. A marcat al doilea gol la națională într-un meci amical cu Liechtenstein, dintr-o pasă dată de Bereszyński, meci disputat la data de 4 iunie 2013 pe stadionul Mareșalul Józef Piłsudski din Cracovia, Polonia. A făcut parte din lotul care a participat la Euro 2012.

## Legături externe
- Artur Sobiech la 90minut.pl pl